# (15606) Winer
(15606) Winer est un astéroïde de la ceinture principale.

## Description
(15606) Winer est un astéroïde de la ceinture principale. Il fut découvert le 11 avril 2000 à Fountain Hills (Arizona) par Charles W. Juels. Il présente une orbite caractérisée par un demi-grand axe de 2,18 UA, une excentricité de 0,17 et une inclinaison de 3,7° par rapport à l'écliptique.

## Compléments